# Kameron
Kameron – zniesiona część wsi Ostrowite w Polsce, w województwie pomorskim, w powiecie chojnickim, w gminie Czersk.
Nazwa z nadanym identyfikatorem SIMC występuje w zestawieniach archiwalnych TERYT z 1999 roku. W roku 2007 miejscowość została usunięta z rejestru TERYT.
Miejscowość leży na obszarze Tucholskiego Parku Krajobrazowego.
Osada wchodzi w skład sołectwa Kurcze.
W latach 1975–1998 wieś administracyjnie należała do województwa bydgoskiego.